# Haven (Dragonlance)
Haven es una ciudad ficticia del mundo de Dragonlance.

## Descripción
Autoproclamada la ciudad más importante de Abanasinia, Haven es parte importante en la aparición de nuevas religiones, incluyendo a Belzor y los Buscadores. De este modo, pasó rápidamente de centro político a centro religioso. Durante la Guerra de la Lanza, la ciudad fue capturada por el Ejército del Dragón Rojo, que inmediatamente suprimió las otras religiones, forzando a los sacerdotes a convertirse en clérigos de Takhisis o morir. Haven está situada al suroeste de Solace y el Bosque Oscuro y al norte del reino élfico de Qualinesti.
- Datos: Q5892852